# Грос Швизов
Грос Швизов (њем. Groß Schwiesow) општина је у њемачкој савезној држави Мекленбург-Западна Померанија. Једно је од 62 општинска средишта округа Гистров. Према процјени из 2010. у општини је живјело 308 становника. Посједује регионалну шифру (AGS) 13053027.

## Географски и демографски подаци
Грос Швизов се налази у савезној држави Мекленбург-Западна Померанија у округу Гистров. Општина се налази на надморској висини од 34 метра. Површина општине износи 12,6 km². У самом мјесту је, према процјени из 2010. године, живјело 308 становника. Просјечна густина становништва износи 24 становника/km².